# Fatti di Rovereta
Fatti di Rovereta – kryzys konstytucyjny z 1957 roku, w wyniku którego obalony został lewicujący rząd San Marino. Sytuacja ta doprowadziła do dominacji w tym kraju rządów chadeckich.

## Geneza
W latach 30. i 40. XX wieku San Marino znajdowało się pod rządami lokalnych faszystów. W czasie II wojny światowej wielu mieszkańców republiki, jako ochotnicy, zasiliło szeregi włoskiej partyzantki antyfaszystowskiej. W wyniku działań wojennych we Włoszech, miasto stało się celem brytyjskich bombardowań, które przyniosły szkody oceniane na trzy miliardy lirów włoskich, a także pochłonęły setkę ofiar. W kraju powszechny był głód i choroby, w tym gruźlica i gorączka tyfoidalna. Po zakończeniu wojny faszyści zostali odsunięci od władzy przez Aliantów.
Powojenne wybory parlamentarne wygrała sanmaryńska lewica składająca się z socjalistów i komunistów. Według relacji Giełżyńskiego, lewicowa koalicja stworzyła system opieki socjalnej, zlikwidowała choroby zakaźne oraz uczyniła z San Marino kraj z najgęstszą na świecie siecią dróg. Rządząca koalicja położyła również dwadzieścia kilometrów kanalizacji. Fundusze na inwestycje rząd pozyskał m.in. z turystyki (liczba turystów wizytujących republikę wzrosła z 200 tysięcy w 1949 roku do półtora miliona pod koniec lat 50.). W trakcie rządów koalicji odnotowano szybki rozwój przemysłu, głównie zajmującego się ceramiką – liczba zakładów ceramicznych wzrosła z 68 (1945) do 537 (1958), duży sukces odniesiono też w produkcji wina i zboża. Na skutek tych wydarzeń rząd zamykał budżet nadwyżką w wysokości czterystu milionów lirów. Dzięki wysokim nadwyżkom do wszystkich mieszkań w kraju doprowadzono wodę i elektryczność, a także wybudowano dziesiątki kolejnych domostw.
Na początku lat 50. doszło do incydentów granicznych na granicy z Włochami rządzonymi przez centroprawicę. Włochy chciały w ten sposób obniżyć potencjał gospodarczy San Marino. Konflikt rozpoczął się w sierpniu 1949 roku, od otwarcia kasyna na terenie San Marino, na co zgodę wyraził lewicowy rząd. Włochy poprzez blokadę republiki San Marino wymusiły powstanie nowego rządu i zamknięcie kasyna, co nastąpiło w roku 1951 i zostało zatwierdzone oficjalną umową w 1953.

## Przebieg
W lutym 1957 roku na stronę opozycji antyrządowej przeszło pięciu deputowanych partii socjalistycznej. W ten sposób siły opozycji i rządu w Wielkiej Radzie San Marino zostały wyrównane na poziomie 30 do 30 (w rządzącej koalicji było 19 komunistów i 11 socjalistów, w opozycji natomiast 23 chadeków i 7 socjaldemokratów). Równowaga została złamana 18 września, kiedy to do chadecji przeszedł jeden z deputowanych partii komunistycznej, Attlilio Giannini. Jego decyzja doprowadziła do utraty przez rząd większości parlamentarnej. W tej konfiguracji miały odbyć się zaplanowane na następny dzień wybory kapitanów-regentów. Aby temu zapobiec przedstawiciele lewicy złożyli na ręce dotychczasowych kapitanów (Giordano Giacominiego i Primo Maraniego) dymisje 34 spośród swych obecnych i byłych członków. Część dymisji podpisana była in blanco przez byłych kolegów partyjnych, jako forma zabezpieczenia stosowana przez lewicę. Dymisje zostały przyjęte przez kapitanów-regentów, co oznaczało rozwiązanie Wielkiej Rady Generalnej i przedłużenie ich kadencji do czasu nowych wyborów ustalonych na 3 listopada. Członkowie Wielkiej Rady Generalnej z partii chadeckiej i socjaldemokratycznej nie uznali dymisji. Nocą z 30 września na 1 października udali się do miejscowości Rovreta, przy samej granicy z Włochami, gdzie powołali Rząd Tymczasowy.
Tymczasową siedzibą owego gabinetu cieni stała się opuszczona fabryka w Roveretcie.
Rząd Tymczasowy już w dniu jego powołania został uznany przez Włochy oraz konsula Stanów Zjednoczonych rezydującego we włoskiej Florencji. Wsparcie dla przewrotu ze strony tych krajów wynikało z ich braku poparcia dla poprzedniego socjalistycznego rządu.  Kolejnym krajem, który uznał nowy rząd, była Republika Południowych Moluków – quasi państwo uznawane jedynie przez USA i Holandię. Puczystom broń dostarczył rząd Włoch, który też, mimo braku poparcia międzynarodowego dla nowego rządu  San Marino, wysłał na teren republiki swoje wojska, składające się z oddziałów regularnej armii i żandarmerii. O bezpośrednim wsparciu nowych władz ze strony Włoch, świadczy również, że uzbrojeni karabinierzy włoscy (żandarmeria wojskowa) chronili nowy rząd, pilnując porządku od trzech stron graniczących z terytorium Włoch.
Według Giełżyńskiego, Włosi w sile 12 tys. żołnierzy (San Marino liczyło wówczas 18 tys. mieszkańców), wkraczając do republiki zaopatrzeni byli m.in. w czołgi i transportery pancerne. Legalny rząd postawił w odpowiedzi w stan gotowości korpus żandarmerii i sformował milicję ludową, uzbrojoną w dubeltówki. Oddziały milicji dysponujące jedynie skuterami nie były w stanie mierzyć się z regularną armią włoską.
Kapitanowie-regenci uznali Rząd Tymczasowy 11 października, po trzech dniach zajął on miejsce w ratuszu.
Rząd San Marino wysłał apel do Organizacji Narodów Zjednoczonych, w którym złożył skargę na działania rządu Włoch. Według komunistów sanmaryńskich, na pomoc otoczonej republice przybyły setki lewicowych aktywistów z okolicznych miast włoskich, w tym z Ferrary, Rimini czy Bolonii. Na skutek głodu, który nastąpił w wyniku blokady kraju, rząd San Marino ustąpił. Początkowo pełnię władzy przejął Ettore Sozzi, dowódca żandarmerii, zaś 11 listopada przeszła ona ostatecznie w ręce Rządu Tymczasowego.

## Konsekwencje
Na skutek interwencji włoskiego wojska w kraju rozpętał się terror policyjny (według komunistów). Z administracji zwolniono wszystkich zwolenników rządu, a 29 deputowanych koalicji lewicowej pozbawiono mandatów. 27 działaczy (w tym kapitanowie regenci) postawiono przed sądem pod zarzutami zdrady stanu. Kilku deputowanych trafiło do więzienia. W wyniku serii bezpodstawnych oskarżeń, do dymisji podał się sędzia najwyższy San Marino, profesor Carlo Artoro Yemolo (który choć był chadekiem nie ulegał naciskom ze strony partii). Także dwaj następni sędziowie najwyżsi ustąpili ze stanowiska. Na pozbawienie wolności, a w praktyce roboty przymusowe, skazani zostali dwaj regenci San Marino, a także pięciu ich współpracowników. Wyrok piętnastu lat pozbawienia wolności Primo Marani i Giordano Giacomini, dwanaście lat minister spraw wewnętrznych Domenico Morgante, sekretarz KP Ermengildo Gasperoni i minister spraw zagranicznych, Gino Giacomini. Wyroki pięciu lat pozbawienia wolności inny minister spraw zagranicznych, a także dowódca milicji.
Nowy rząd został ciepło przyjęty przez szereg państw zachodnich. Do kraju zaczęła napływać pomoc zagraniczna. Amerykanie sfinansowali budowę wodociągu, Włosi drogę łączącą San Marino z Rimini, zaś Wielka Brytania zdecydowała się na wypłacenie odszkodowań wojennych. W grudniu 1958 roku zostały przyznane prawa wyborcze dla kobiet.
Kolejne wybory odbyły się w 1959 roku. Pucz doprowadził do deficytu budżetowego, który w ciągu 23 miesięcy osiągnął dwa miliardy lirów. Przed wyborami tymczasowy rząd chadecki zakazał manifestacji i zebrań politycznych. Aby uniemożliwić lewicy wygranie wyborów rząd zreformował prawo wyborcze, które dotychczas prawo głosu dawało każdej osobie urodzonej na terenie państwa (w ten sposób 52% głosów pochodziło z zagranicy). Na mocy reformy spośród Sanmaryńczyków przebywających poza krajem głos drogą korespondencji mogli oddać jedynie Sanmaryńczycy mieszkający w USA.

## Późniejsze reminiscencje
Mechanizm zamachu stanu dokonanego w 1957 roku przez wiele lat był tematem tabu w San Marino. Dopiero w 1994 roku w związku z decyzją administracji prezydenta Stanów Zjednoczonych Billa Clintona dotyczącą odtajnienia 44 tys. stron dokumentów związanych z tajemnicami państwowymi USA, dziennikarz gazety L'Espresso Gianluigi Melega przybył do USA i odnalazł 169 źródeł dotyczących przewrotu w archiwum CIA, z których 14 dokumentów pozostało utajnionych do dziś.
We wrześniu 2014 roku działające w San Marino Stowarzyszenie o nazwie „Czwarta Wieża” rozpoczęło realizację badawczego projektu 1957 Rovereta Affair. W prezentacji swojego projektu dokumentalnego przedstawiciele stowarzyszenia uznali Fatti di Rovereta za zdecydowanie najczarniejszą kartę w historii San Marino. Stwierdzono tam, że prawdziwa historia wydarzeń w Roveretcie przez całe lata była celowo ukrywana i nigdy nie stała się przedmiotem obiektywnych badań. Zgodnie z zebraną przez nich dokumentacją autorzy tego oświadczenia uznali, że wydarzenia te odnoszą się do rzeczywistego zamachu stanu, który miał być zgodnie z ich oświadczeniem „pięknie zaaranżowany i zrealizowany przez obce mocarstwa”.